# Drepanogynis soprinataria
Drepanogynis soprinataria là một loài bướm đêm trong họ Geometridae.